# Italian Open 2004 (теніс)
Italian Open 2004 (також відомий як Rome Masters 2004 або за назвою спонсора Telecom Italia Masters 2004) — тенісний турнір, що проходив на відкритих кортах з ґрунтовим покриттям. Це був 61-й за ліком Відкритий чемпіонат Італії. Належав до серії Masters в рамках Туру ATP 2004, а також до серії Tier I в рамках Туру WTA 2004. І чоловічий і жіночий турніри відбулись у Foro Italico в Римі (Італія). Чоловічий турнір тривав з 3 до 9 травня 2004 року, а жіночий - з 10 до 16 травня 2004 року.

## Фінальна частина

### Одиночний розряд, чоловіки
Карлос Моя —  Давід Налбандян 6–3, 6–3, 6–1
- Для Мойї це був 3-й титул за сезон і 17-й - за кар'єру. Це був його 1-й титул Мастерс за сезон і 3-й - за кар'єру.

### Одиночний розряд, жінки
Амелі Моресмо —  Дженніфер Капріаті 3–6, 6–3, 7–6(8–6)
- Для Моресмо це був 2-й титул за сезон і 13-й — за кар'єру. Це був її 2-й титул Tier I за сезон і 4-й — за кар'єру.

### Парний розряд, чоловіки
Магеш Бгупаті /  Макс Мирний —  Вейн Артурс /  Пол Генлі 2–6, 6–3, 6–4
- Для Бгупаті це був 3-й титул за сезон і 34-й - за кар'єру. Для Мирного це був єдиний титул за сезон і 21-й — за кар'єру.

### Парний розряд, жінки
Надія Петрова /  Меган Шонессі —  Вірхінія Руано Паскуаль /  Паола Суарес 2–6, 6–3, 6–3
- Для Петрової це був 4-й титул за сезон і 8-й — за кар'єру. Для Шонессі це був 4-й титул за сезон і 11-й — за кар'єру.